# جون هنري (لاعب كرة قاعدة)
جون هنري (بالإنجليزية: John Henry)‏ هو لاعب كرة قاعدة أمريكي، ولد في 26 ديسمبر 1889 في أميرست في الولايات المتحدة، وتوفي في 24 نوفمبر 1941 في حصن هواشوكا في الولايات المتحدة.

## وصلات خارجية
- جون هنري على موقعبيزبول رفرنس.كوم (الدوري الرئيسي) (الإنجليزية)
- جون هنري على موقعبيزبول رفرنس.كوم (الدوري الثانوي) (الإنجليزية)